# Rhyacia tristis
Rhyacia tristis är en fjärilsart som beskrevs av Fabricius 1775. Rhyacia tristis ingår i släktet Rhyacia och familjen nattflyn. Inga underarter finns listade.